# Hosanagara
Hosanagara é uma panchayat (vila) no distrito de Shimoga, no estado indiano de Karnataka.

## Geografia
Hosanagara está localizada a 13° 55′ N, 75° 04′ L. Tem uma altitude média de 585 metros (1919 pés).

## Demografia
Segundo o censo de 2001, Hosanagara tinha uma população de 5042 habitantes. Os indivíduos do sexo masculino constituem 51% da população e os do sexo feminino 49%. Hosanagara tem uma taxa de literacia de 80%, superior à média nacional de 59,5%: a literacia no sexo masculino é de 84% e no sexo feminino é de 75%. Em Hosanagara, 11% da população está abaixo dos 6 anos de idade.